# Chiara Varotari
Chiara Varotari (* 1584 in Padua; † nach 1663 in Venedig) war eine venezianische Malerin, genauer gesagt eine Porträtmalerin.

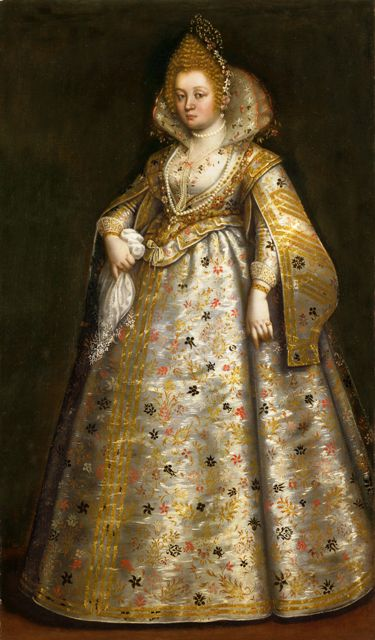
Ritratto di Pantasilea Dotto Capodilista, um 1630, Museo d‘Arte Medievale e Moderna (Padua)

## Leben
Geboren als Tochter des Malers und Architekten Dario Varotari (des Älteren, 1539–1598), wuchs sie in einer Künstlerfamilie auf. So erhielt sie ihre Ausbildung in der elterlichen Werkstatt. Ihre Mutter war Samaritana Ponchino, Tochter des Malers Giovan Battista Ponchino (1500–1570). Ihr Bruder war der Maler Alessandro Varotari, an dessen Werkausführungen sie vielfach beteiligt war. Er ist auch als Il Padovanino (1588–1649) bekannt. Dieser wiederum lernte bei Damiano Mazza, einem der wichtigsten Vertreter des venezianischen Tizianismo in Padua. Nach Carlo Ridolfi stammte die Familie aus Deutschland.
1614 zogen Chiara und ihr Bruder nach Venedig, wo sie vier Jahrzehnte lang arbeitete. Später pflegte sie ihren Bruder. Dort entstand 1625 eine eigene Malerschule. Sie unterrichtete die Malerinnen Lucia Scaligeri und Caterina Tarabotti. Auch verfasste sie ein Traktat, eine Art Verteidigungsschrift für das weibliche Geschlecht unter dem Titel Apologia del sesso femminile.
Die Kommune Rubano westlich von Padua benannte eine Straße zu ihren Ehren.

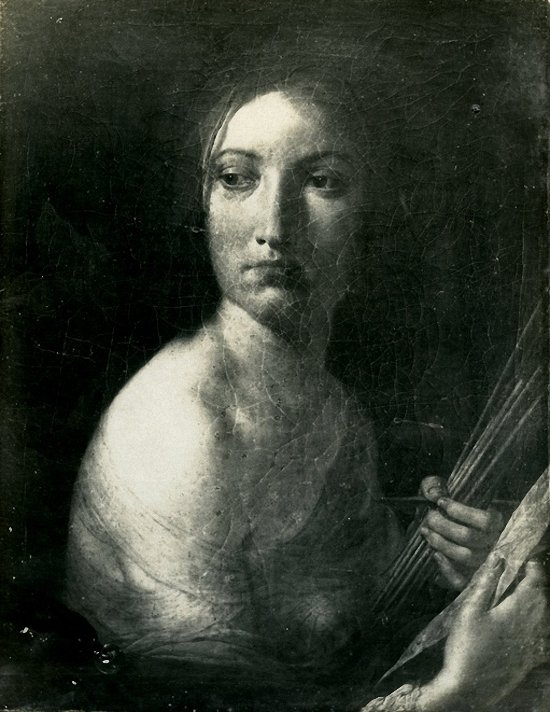
Dieses lange Zeit für ein Selbstporträt gehaltene Gemälde stammt nicht von Varotari und stellt sie auch nicht dar; es befindet sich heute in den Uffizien in Florenz. Das Werk wird inzwischen Giovanni Martinelli zugeschrieben.